# Estructura de l'Univers a gran escala

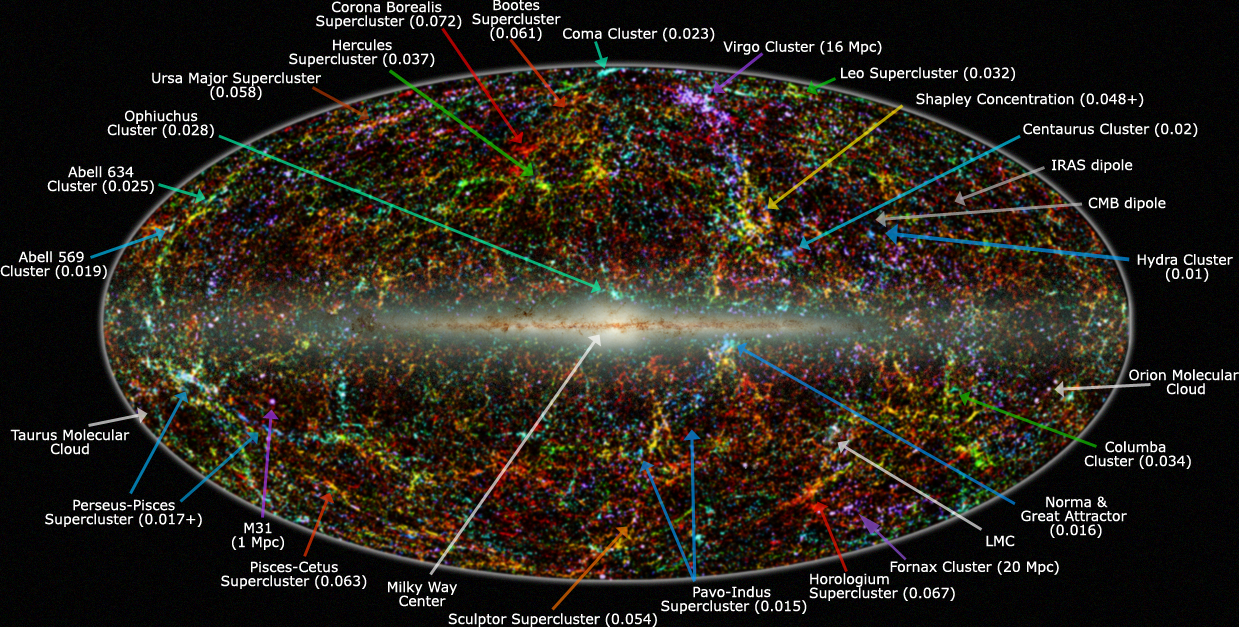
La vista panoràmica de tot el cel de l'infraroig proper revela la distribució de galàxies més enllà de la Via Làctia. La imatge s'ha obtingut del catàleg 2MASS, amb més d'1.5 milions de galàxies i el Point Source Catalog (PSC), amb prop de 500 milions d'estels en la Via Làctia. Les galàxies estan codificades pel seu color de "desplaçament cap al roig" obtinguts de l'UGC, CfA, Tully NBGC, LCRS, 2dF, 6dFGS, i de les expedicions SDSS (i de diverses observacions compilades per la bases de dades extragalàctica de la NASA) o fotomètricament deduïdes de la banda K (2.2 um). Les blaves són les fonts més properes (z < 0.01), les verdes estan a distàncies moderades (0.01 < z < 0.04) i les vermelles són les més llunyanes que la 2MASS pot resoldre (0.04 < z < 0.1). El mapa està projectat amb el mateix àrea que el sistema galàctic (la Via Làctia al mig). Gràfics de Thomas Jarret (IPAC).

En cosmologia física, el terme estructura a gran escala es refereix a la caracterització de les distribucions observables de matèria i llum en les majors escales (típicament de l'ordre de milers de milions d'anys llum). Les expedicions d'observació del cel i el mapatge de diverses bandes de longitud d'ona de radiació electromagnètica (en particular les emissions de 21 cm) han proporcionat molta informació sobre el contingut i el caràcter de l'estructura de l'univers. L'organització de l'estructura sembla seguir un model jeràrquic amb l'organització en l'escala superior de supercúmuls i filaments. Per sobre d'això, sembla que no hi ha cap estructura continuada, un fenomen que ha estat conegut com el Final de la Grandesa, i que és una clara prova del principi cosmològic.

## Caracterització d'estructures
L'organització d'estructures podria dir-se que comença a nivell estel·lar, encara que molts cosmòlegs rarament aborden l'astrofísica en aquesta escala. Els estels s'organitzen en galàxies, les quals formen cúmuls i supercúmuls que estan separats per l'immens buit. Fins a 1989, s'assumia normalment que els cúmuls galàctics viralitzats eren les majors estructures en l'existència i que es distribuïen més o menys uniformement a través de l'Univers en cada direcció. No obstant això, basats en dades d'expedicions de desplaçament cap al roig, en 1989 Margaret Geller i John Huchra van descobrir la "Gran Muralla", un conjunt de galàxies a més de 500 milions d'anys llum de distància i de 200 milions d'anys d'ample, però només 15 milions d'anys llum de profunditat. L'existència d'aquesta estructura va escapar de ser advertida durant massa temps perquè requereix la localització de la posició de galàxies en tres dimensions, que involucra combinar informació de localització sobre galàxies amb informació de distància del desplaçament cap al roig.
A l'abril de 2003, es va descobrir una altra estructura a gran escala, la Gran Muralla Sloan. No obstant això, tècnicament no és una 'estructura', ja que els objectes en ella no estan gravitacionalment relacionats els uns amb els altres però només semblen d'aquesta forma, causats per les mesures de distància que va ser utilitzades. Un dels majors buits de l'espai és el buit de Capricorn, amb un diàmetre estimat de 230 milions d'anys llum. No obstant això, a l'agost de 2007 es va confirmar l'existència d'un nou superbuit a la constel·lació d'Eridà, que està a gairebé mil milions d'anys. Originalment, havia estat descobert en 2004 i va ser conegut com a Lloc Fred del WMAP.
En estudis més recents l'univers sembla una col·lecció de buits gegants similars a bombolles separats per fulles i filaments de galàxies en el qual el supercúmul s'assembla a nodes ocasionals relativament densos.

## Astrocartografia del nostre veïnat
Al centre del supercúmul de la Verge hi ha una anomalia gravitacional, coneguda com el Gran Atractor, que afecta el moviment de les galàxies en una regió de centenars de milions d'anys llum. Totes aquestes galàxies estan desplaçades cap al vermell, d'acord amb la llei de Hubble, indicant que estan allunyant-se de nosaltres i les unes amb les altres, però les variacions en el seu desplaçament cap al roig són suficients per revelar l'existència d'una concentració de massa equivalent a desenes de milers de galàxies. El Gran Atractor, descobert en 1986, s'hi troba a una distància de 150 milions i 250 milions d'anys llum (250 milions és l'estimació més recent), en la direcció de les constel·lacions d'Hidra Femella i Centaure. En el seu veïnat hi ha una preponderància de grans galàxies antigues, moltes de les quals estan col·lisionant amb els seus veïns i/o radiant grans quantitats d'ones de ràdio.

## Observacions
Un altre indicador de l'estructura a gran escala és el 'bosc alfa de Lyman'. Això és una col·lecció de línies d'absorció que apareixen en les línies espectrals de la llum dels quàsars, que són interpretats com a indicadors de l'existència de grans fulles primes de gas intergalàctic (principalment hidrogen). Aquestes fulles semblen estar associades amb la formació de noves galàxies.
Es necessita alguna precaució a l'hora de descriure estructures a una escala còsmica perquè les coses no sempre són com semblen ser. La curvatura de llum per gravitació (lents gravitacionals) pot donar com a resultat imatges que semblen originar-se en una direcció diferent de la seva font real. Això és causat per objectes de fons (com a galàxies) corbant l'espai al voltant de si mateixes (com es prediu en la relativitat general), desviant rajos de llum que passen a prop. És bastant útil, les lents gravitacionals fortes de vegades poden amplificar les galàxies distants, fent-les més fàcils de detectar. Les lents febles (xollades gravitacionalment) per la intervenció de l'univers en general també canvia subtilment l'estructura a gran escala observada. En 2004, les mesures d'aquest subtil xollat ho mostren com una considerable promesa com una prova dels models cosmològics.
L'estructura a gran escala de l'Univers també sembla diferent si només s'utilitza el desplaçament cap al roig per mesurar distàncies a galàxies. Per exemple, les galàxies darrere d'un cúmul galàctic seran atretes cap a ell i cauran en ell i així seran lleugerament desplaçades al blau (comparat amb com serien si no hi hagués un cúmul), en el costat proper, les coses estarien lleugerament desplaçades cap al roig. Així, l'entorn del cúmul semblaria una mica aixafat si s'utilitzés el desplaçament cap al roig per mesurar distància. Un efecte oposat ocorre ja en les galàxies dins d'un cúmul: les galàxies tenen algun moviment aleatori al voltant del centre del cúmul i quan aquests moviments aleatoris són convertits en desplaçaments cap al roig, el cúmul semblarà allargat. Això crea el que és conegut com un dit de Déu: la il·lusió d'una llarga cadena de galàxies apuntant des de la Terra.

## Modelització
Hi ha molts treballs en cosmologia física que intenten modelar l'estructura a gran escala de l'univers. Utilitzant el model del big-bang i suposant el tipus de matèria que forma l'univers, es pot predir la distribució de matèria i per comparació amb les observacions anar cap enrere per suportar o refutar certes teories cosmològiques. Actualment, les observacions indiquen que gran part de l'univers ha d'estar compost de matèria fosca freda. Els models que assumeixen la matèria fosca calenta o la matèria fosca bariònica no s'ajusten prou bé a les observacions. Les irregularitats en la radiació de fons de microones i el gran desplaçament cap al roig de les supernoves proporcionen punts de vista alternatius per restringir els mateixos models i hi ha un consens creixent que aquestes observacions conjuntes estan aportant la prova que vivim en un univers en acceleració.